# Heterolepa
Heterolepa es un género de foraminífero bentónico de la familia Heterolepidae, de la superfamilia Chilostomelloidea, del suborden Rotaliina y del orden Rotaliida. Su especie tipo es Heterolepa simplex. Su rango cronoestratigráfico abarca desde el Maastrichtiense (Cretácico superior) hasta la Actualidad.

## Clasificación
Se han descrito numerosas especies de Heterolepa. Entre las especies más interesantes o más conocidas destacan:
- Heterolepa bidepressa
- Heterolepa coudrayi
- Heterolepa incertis
- Heterolepa palpatio
- Heterolepa shurutensis
- Heterolepa simplex

Un listado completo de las especies descritas en el género Heterolepa puede verse en el siguiente anexo.